# ラル語
ラル語（ラルご）は、アチュ・ミー、ラレスタン語(ラレスタンご、ペルシア語: اَچُمى )とも呼び、インド・ヨーロッパ語族インド・イラン語派のイラン語群西イラン語群南西イラン語群に属し、ロル語と類似した言語である。ファールス州のラーレスターン郡、ホンジュ郡、ゲラーシュ郡、ラーメルド郡、ホルモズガーン州の山地のバスタク郡でラル人により話されている。ラル人の大半はスンニ派イスラム教徒である。
ラル語は現在でも古代ペルシャ語の特徴を強く残した言語で、中期ペルシャ語から派生した言語である。そのため、現代ペルシャ語とは異なる中期ペルシャ語由来の単語が多く存在している。現代ペルシャ語に比べアラビア語の影響は小さく、純粋なイラン語群の特徴を維持している.。ラル語は形態論において現代ペルシャ語とは異なる能格言語の構造を有する。
ラル語は地域ごとに方言が存在する。